# Naučná stezka Ležáky – Miřetice

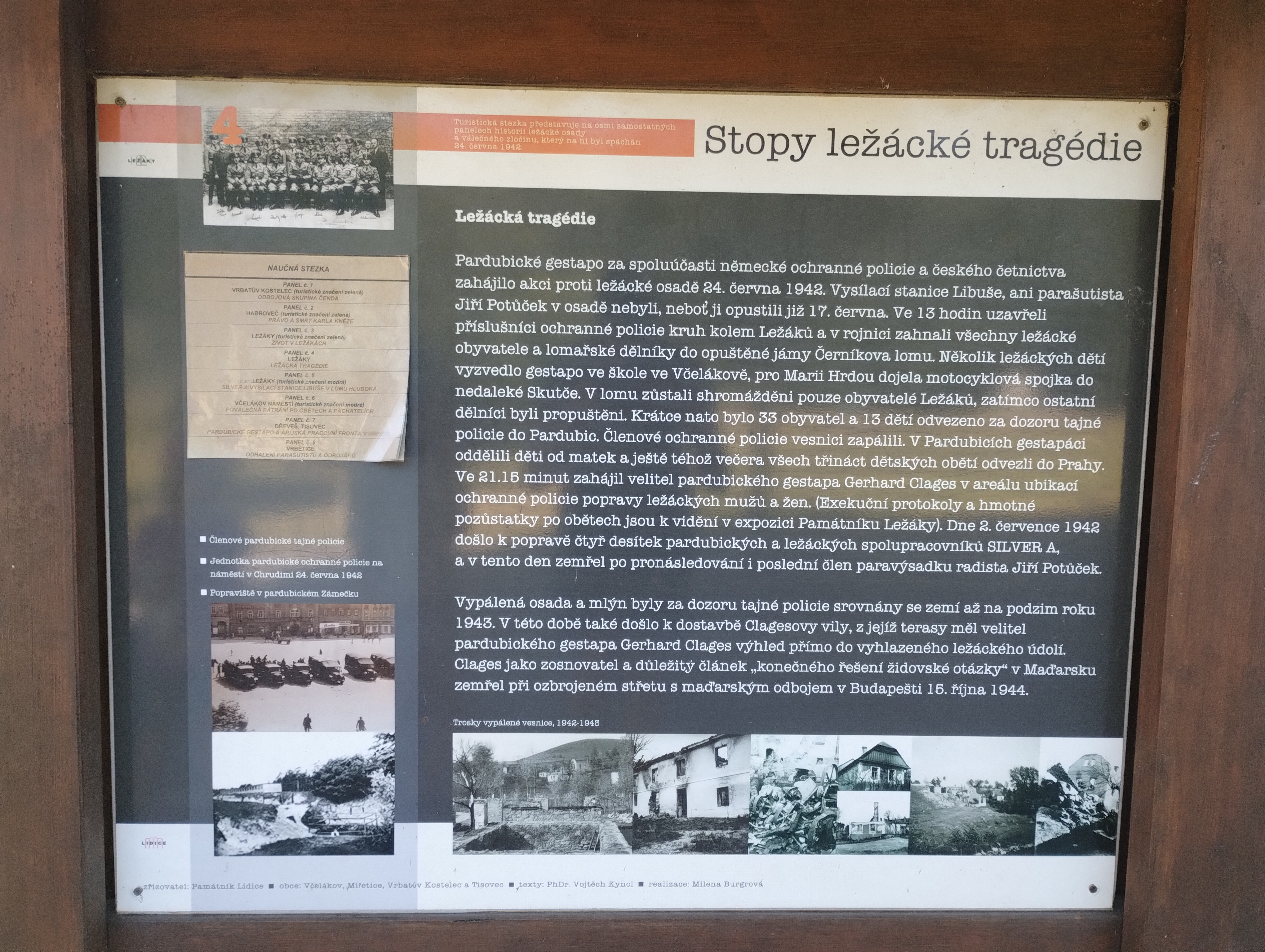
Informační panel naučné stezky (zastavení č. 4)

Naučná stezka Ležáky – Miřetice je turistická trasa s názvem Stopy ležácké tragédie otevřená roku 2011 vedoucí po místech odboje za druhé světové války v okolí Ležáků. Celková délka stezky dosahuje 13 kilometrů a je na ní zbudováno úhrnem osm zastavení. Stezku lze absolvovat také na jízdním kole, které je možné si zapůjčit v Ležákách. Po trase naučné stezky se v letech 2011 až 2023 konal orientační běh pro mládež pojmenovaný Memoriál Karla Kněze (Karel Kněz byl četník z blízkého Vrbatova Kostelce, který za války odbojářům aktivně pomáhal a nakonec se sám zastřelil, než by padl do rukou nacistů).